# Level 42
Level 42 es una banda inglesa y de estilo funk-pop formada en Londres en 1979 por nativos de la Isla de Wight, Mark King y los hermanos Gould (Boon Gould y Philip) . 
El grupo tuvo gran éxito en Gran Bretaña y en el resto del mundo durante los 80. La banda ganó fama por la calidad de músicos como Mark King, cuya técnica magistral de tocar el bajo fue un trampolín para muchos éxitos de la banda.

## Miembros del grupo
Los miembros fundadores de la banda fueron Mark King, Mike Lindup y los hermanos Boon Gould y Philip Gould. El teclista de estudio Wally Badarou contribuyó a muchos de sus primeros éxitos, y es considerado por muchos el quinto miembro del grupo, aunque nunca se unió oficialmente. Otros miembros a tiempo completo que han colaborado a lo largo de los años fueron Alan Murphy, Gary Husband, Jakko Jakszyk, Nathan King, Lyndon Connah y Sean Freeman.
La banda aún realiza conciertos en directo (con Mark King a la cabeza y con variaciones en su formación original). Su álbum Retroglide fue lanzado el 18 de septiembre de 2006.

## Historia
Level 42 se formó en 1979 en Londres como una banda que fusionaba el jazz y el funk. En principio la banda firmó con una pequeña discográfica independiente, Elite Records. Poco después lanzaron el sencillo "Love meeting Love" a través de ese sello, y llamó la atención de Polydor Records y firmaron con esta. Uno de los colaboradores de su nueva andadura, el teclista Wally Badarou, más tarde se convertiría por años en el coproductor de Level 42 al que Mark King llamaría el "quinto miembro" de la banda, pese a que tenía otros compromisos que le impedían ir de gira.
En 1981 sacaron "Love Games", un éxito con el que coparon las listas de ventas; poco después lanzaron el álbum del mismo nombre, que fue un gran éxito en toda Europa.
Al año siguiente se hizo un segundo álbum, The Pursuit of Accidents, con los sencillos "Weave Your Spell" y "The Chinese Way", este último llegó muy lejos en las listas de ventas, ganando en audiencia y en éxito. Entre tanto, Polydor lanzó The Early Tapes, grabado en tiempos en que la banda firmó con el sello discográfico Elite. Un cuarto álbum Standing in the Light colocó entre los diez primeros de las listas el éxito "The Sun Goes Down (Living It Up)" en Reino Unido en 1983. Grabado con los miembros de Earth, Wind & Fire, este álbum abrió una nueva era en la banda, menos experimental y de estilo jazz que sus anteriores lanzamientos. No había piezas enteramente instrumentales en este álbum y en ninguno de los siguientes hasta Staring at the Sun en 1988.
El cuarteto prosiguió con el álbum True Colours en 1984, el cual mezclaba estilos funk, pop, midtempo rock y baladas melosas. Dio paso a los sencillos "The Chant Has Begun" y "Hot Water". En ese mismo año, Mark King estaba inmerso en un proyecto en solitario: Influences. Además, el grupo fue aclamado también por sus poderosos directos en el escenario (como el directo grabado en álbum Physical Presence).
El siguiente álbum hecho en estudio fue World Machine, que salió en 1985. Los sencillos de éste, "Something About You" y "Leaving Me Now", fueron éxitos entre los diez primeros en las listas, seguido por otro, "Lessons in Love", a principios de 1986. Por entonces, la banda se alejó de su estilo jazz-funk y su tendencia fue el sonido pop. Elementos de las raíces de Level 42 todavía podían apreciarse en el funky "Coup d'Etat" y "Dream Crazy" en la versión británica del álbum, así como una larga pista instrumental llamada "Hell". Esta última pista del álbum no vio la luz del día hasta principios de 2000 como una descarga de MP3 en el antiguo Napster.
El álbum Running in the Family, de 1987, se convirtió en su disco más vendido, y sentó las bases del estilo musical pop, con el bajo de Mark King, Lindup y los sonidos del teclista Badarou sirviendo como plantillas para dar canciones pop acertadas como "To Be With You Again", "Lessons in Love", la balada "It's Over" y el tema homónimo del álbum, "Running In The Family"
Tanto Philip como Boon dejaron el grupo, descontentos por la creciente tendencia hacia la música pop y agotados por las giras. Entonces, King contrató a Gary Husband y a Steve Topping para reemplazarlos. Husband recomendó a Topping, pero éste no se entendió bien con King debido a diferencias de personalidad. El guitarrista Alan Murphy, exintegrante de la banda Go West, se unió al grupo. También participó el guitarrista de estudio de Kate Bush. El nuevo álbum de Level 42 Staring at the Sun salió a la venta en 1988. Al año siguiente, Alan falleció de neumonía según el parte médico en el hospital inglés "Westminster City Hospital" .Su sistema inmunológico era muy débil a causa de haber consumido drogas , y la banda desapareció por un tiempo. Entonces, se sacó al mercado Level Best, una recopilación con los grandes éxitos. En diciembre de 1990, la banda tocó unos conciertos en el Hammersmith Odeon de Londres, el cual ya había sido reservado dos años antes. Estos conciertos los caracterizaban Lyndon Connah en teclados y voces y Allan Holdsworth en la guitarra. En este año, Mike Lindup sacó también su álbum debut en solitario Changes.
Durante principios de los 1990s, el grupo intentó extraer más de su recientes influencias musicales, como las de Mahavishnu Orchestra, pidiendo al músico Allan Holdsworth para aportar unos toques de guitarra para el álbum Guaranteed (sobre todo en "A Kinder Eye"). Pese a la buena acogida, especialmente de los críticos de la música de Estados Unidos, muchos de sus incondicionales del jazz-funk no les gustó su estilo rock-pop. El álbum no se vendió tan bien como se esperaba a pesar de haber realizado musicalmente el trabajo más sofisticado y elaborado por Level 42 hasta la fecha.
Sin embargo, la banda continuaba teniendo un potente directo en los escenarios, con miembros como Annie McCaig, que también hacía de voz de fondo en el álbum Guaranteed, y el dúo formado por el saxofonista Gary Barnacle y el trompetista John Thirkell, de los The Hen Pecked Horns. Además, Barnacle tocó en varios álbumes de estudio de los Level 42. Barnacle había sido antecedido como saxofonista de la gira por Krys Mach, quien también grabó con Level 42 y estuvo de gira con el grupo de 1984 a 1988.
Después de grabar Guaranteed y de una gira promocional de una semana, Holdworth, resuelto a no tocar más la guitarra, dejó la banda y fue reemplazado por Jakko Jakszyk. Aunque no en la grabación, Jakszyk figuró en la foto del álbum; también formó parte de promociones y en la gira para el álbum. Fue protagonista en canciones como "At the Great Distance" y "As Years Go By". Trabajos de estudio con Level 42 vinieron en forma de dos pistas ("Fire" y "Free Your Soul") que se incluyeron en los álbumes Guaranteed y Forever now respectivamente. 
El álbum Forever Now de 1994, marcó el retorno de Philip Gould como percusionista de estudio y principal compositor de letras. En el álbum se vio que el grupo se acercaba a sus raíces Rythm&Blues-jazz, sobre todo en la balada "Romance", en la canción con influencias de acid-jazz "Sunbed Song" y la dance-pop "Learn to Say No".
Con un álbum más que se requería como parte del acuerdo que tenía la banda con RCA Records, los incondicionales vieron un futuro prometedor para la banda, especialmente con el retorno de Philip Gould y los halagos de la crítica musical con Forever Now; sin embargo, la fructífera reunión duró muy poco. Phil Gould, consternado por la ineptitud de la compañía discográfica, no continuó el camino emprendido con la banda y su gira Forever Now; anunció su retirada en medio de la gira. Esto pudo significar el fin de la banda.
En 1998, Mark King lanzó su segundo álbum en solitario, One Man, con letras de Boon Gould. En 1999, King volvió con nuevas composiciones y algunas de Level 42. A fines de 2001 llegó a un acuerdo con Mike Lindup para renombrar su banda como 'Level 42'. Generalmente, este nuevo elenco estaba formado por King, el batería Gary Husband, Nathan King en guitarras y voces, Lyndon Connah en los teclados y voces y Sean Freeman en el saxofón y voces. Nuevas noticias en la web Level42.com (mayo de 2006) hablan de un cambio de Lyndon por Mike Lindup en los teclados.
En agosto de 2000, se reunieron tres cuartas partes del elenco de Level 42 para un concierto privado. Philip Gould invitó a algunos amigos músicos para tocar en una fiesta, incluyendo a su hermano Boon y Mike Lindup. Dos años más tarde, King, Lindup y Philip Gould tocaron juntos (en la boda de Lindup) por primera vez en diez años. Esto les llevó a un intento de juntarse de nuevo como en sus inicios con Baradou. Sin embargo, la formación duró poco y viejas rencillas comenzaron a resurgir. El catalizador fue King en su empeño del control sobre la banda.
Aunque el grupo decidió no reagruparse, Boon Gould y Mike Lindup contribuyeron en su nuevo álbum, dirigido por King, pero con contribuciones de muchos integrantes de la banda en distintas épocas. El núevo álbum, Retroglide, previsto el lanzamiento para el 11 de septiembre de 2006, se anunció en febrero de 2006 con una gira por el Reino Unido, Holanda, Alemania y otros países europeos en octubre/noviembre de 2006 con Mike Lindup como invitado especial.

## Orígenes del nombre
El nombre originario de la banda ha sido descrito en ocasiones como una inspiración de señal de un ascensor de un edificio alto de EE. UU.; El último piso del apacarmiento de coches más grande del mundo, en Japón; el piso en el cual el personaje de Jonathan Pryce reside en la película Brazil (que salió mucho después de que la banda ganara reconocimiento internacional); o la alargada edificación de la Ciudad de Londres llamada Tower 42 (conocida también por NatWest Tower).
King y Boon Gould decidieron que la banda debería llamarse simplemente por un número, y pensaron en el '88', el número de autobús que utilizaban para ir al estudio de grabación. No obstante, Lindup y Philip Gould vieron un póster de una banda llamada 'Rocket 88', así que abandonaron la idea (aunque '88' fue usado más tarde como el nombre de una canción). Entonces, se sugirió el '42' como nombre de la banda (número sacado de una novela de ciencia ficción de Douglas Adams llamada The Hitchhiker's Guide to the Galaxy). Se presume que el fallecido productor Andy Sojka propuso este nombre por haber leído esta novela también. En consecuencia, Se sabe que el uso del número '42' vino o de King o de Boon Gould o de Sojka. La palabra 'Level' se presume que pudo ser o de un abogado de Sojka o de un abogado de John Gould (el tercer hermano y mánager de la banda).
Otros nombres considerados para el nombre de la banda fueron 'Powerline' y 'Kick in the head'. 'Powerline' se rechazó y se dio a otro de los grupos de Sojka, y fue en una grabación promocional donde las palabras 'Level 42' aparecieron por primera vez. Una pista en la cara B la llamaron 'Sandstorm' (una pista que querían llamar 'Kick in the head'). La cara A contenía una pista con el nombre de 'Powerline'.
'Kick in the head' fue utilizado en su álbum 'True Colours', incluido en la canción 'A Floating Life'.
Otras canciones instrumentales fueron bautizadas con números: '43', '88' y 'Forty-two, también en la década de los noventa se escuchó el rumor de que "Level 42" tenía mucho que ver con los formularios usados en Gran Bretaña y sus colonias para la búsqueda de empleo, en donde la agencias debían de llenar el dichoso formulario de nivel 42 como solicitud para el empleo.

## Discografía

### Sencillos
- Sandstorm (1979) (Elite records)
- Love Meeting Love (1980) (Elite records)
- Love Meeting Love (1980) (Polydor records - reedición)
- (Flying On The) Wings of Love (Polydor records).
- Love Games (1981) - (#38 UK)
- Turn It On (1981) - (#57 Reino Unido)
- Starchild (1981) - (#47 Reino Unido)
- Are You Hearing (What I Hear)? (1982) - (#49 Reino Unido)
- Weave Your Spell (1982) - (#43 Reino Unido)
- The Chinese Way (1983) - (#24 Reino Unido)
- Out Of Sight, Out Of Mind (1983) - (#41 Reino Unido)
- The Sun Goes Down (Living It Up) (1983) - (#10 Reino Unido)
- Micro-Kid (1983) - (#37 Reino Unido) - (#25 US Dance)
- Hot Water (1984) - (# 18 Reino Unido) - (#87 EE. UU.)
- The Chant Has Begun (1984) - (#41 Reino Unido)
- Something About You (1985) - (#6 Reino Unido) - (#7 EE. UU.)
- Leaving Me Now  (1985) - (#15 Reino Unido)
- Lessons In Love (1986) - (#3 Reino Unido) - (#12 EE. UU.)
- Running In The Family (1987) - (#6 Reino Unido) - (#83 EE. UU.)
- To Be With You Again (1987) - (#10 Reino Unido)
- It's Over (1987) - (#10 Reino Unido)
- Children Say (1987) - (#22 Reino Unido)
- Heaven In My Hands (1988) - (#12 Reino Unido)
- Take A Look (1988) - (#32 Reino Unido)
- Tracie (1989) - (#25 Reino Unido)
- Take Care Of Yourself (1989) - (#39 Reino Unido)
- The Hit Combination (1991)
- Guaranteed (1991) - (#17 Reino Unido)
- Overtime (1991) - (#62 Reino Unido)
- My Father's Shoes (1992) - (#55 Reino Unido)
- Forever Now (1994) - (#19 Reino Unido)
- All Over You (1994) - (#26 Reino Unido)
- Love In A Peaceful World (1994) - (#31 Reino Unido)
- The Way Back Home (Sept 11, 2006)

### Álbumes
- Level 42 (1980)
- Strategy/The Early Tapes (1982)
- The Pursuit of Accidents (1983)
- Standing in the Light (1983)
- True Colours (1984)
- World Machine (1985)
- Running In The Family (1987)
- Staring At The Sun (1988)
- Guaranteed (1991)
- Forever Now (1994)
- Retroglide (2006)
- Sirens (2013)

### Recopilatorios, en vivo y reediciones
- A Physical Presence (Live) (1985)
- Level Best (1989) (Compilación de grandes éxitos)
- On The Level (1989) (recopilatorio)
- The Remixes (1992) (recopilatorio)
- On A Level (1993) (recopilatorio)
- Lessons In Love - Best (1993) (recopilatorio)
- To Be With You Again (1995) (recopilatorio)
- The Remix Collection (1996) (recopilatorio)
- Turn It On (1996) (recopilatorio)
- Live At Wembley 1989 (1996) (En vivo)
- Greatest Hits (1998) (recopilatorio)
- The very best of (1998) (recopilatorio)
- The Master Series (1996) (recopilatorio)
- Classic Level 42 (1999) (recopilatorio)
- Level 42 - The Early Tapes (2000) (2cd reedición)
- The Pursuit of Accidents - Standing In The Light (2000) (2cd reedición)
- True Colours - World Machine (2000) (2cd reedición)
- A Physical Pressure (Live) (2000) (2cd reedición)
- Running In The Family - Staring At The Sun (2000) (2cd reedición)
- Best Level (2000) (recopilatorio)
- Millennium Edition (2000) (recopilatorio)
- The Ultimate Collection (2002) (recopilatorio)
- The River Sessions (2005) (Concierto en vivo en 1983 grabado por Radio Clyde, Escocia)
- The Definitive Collection (2006) (recopilatorio)
- "Polydor" back catalogue (otoño 2006) Level 42 Polydor álbumes reeditados con material extra para coleccionistas - disponible en otoño 2006
- Living It Up (Álbum cuádruple conteniendo todos los sencillos de la banda, en forma cronológica, un disco de rarezas y un disco con éxitos acústicos hecho especialmente para esta caja compilatoria) - 2010
- Lessons in Love: The Essential (Álbum triple contenido de solo canciones todos sus sencillos hecho especial para esta caja compilatoria incluye otro siguiente recopilado latinoamericano) - 2017
- The Ultimate Collection, Vol. 2 (2005) (recopilatorio) (Incluye canciones B-sides, remixados y rarezas) - 2017
- "Cherry Red Records" reedición de la compañía al regreso de colecciones recopilatorias polydor desde 1980 a sencillos 1989 disponibles en super deluxe edition de cajas coloradas remasterizaciones
- The Complete Polydor Years, Vol. 1: 1980-1984 (2021) (recopilatorio y boxset) (Incluye discos sencilleces de 7, doble de 12 pulgadas, bonus tracks y lados b) - 26 de marzo
- The Complete Polydor Years, Vol. 2: 1985-1989 (2021) (recopilatorio y boxset) (Incluye el principio de doble CD en concierto y 3 siguientes discos de estudios) - 30 de julio

### DVD
- The Collection (2003) (recopilatorio)
- Live at Reading UK (2003) (En vivo)
- Live at Reading Concert Hall (2003) (En vivo)
- Level 42 Live Apollo 2003 (2003) (En vivo)
- The Ultimate Collection (2004) (recopilatorio)
- Live at Wembley (1987) (2005) (En vivo)
- Level 42 at Rock Palast (1983/1984) (2005) (En vivo)